# Шеленков Віктор В'ячеславович
Віктор В'ячеславович Шеленков (нар. 17 жовтня 1952) — радянський футболіст, нападник та півзахисник.

## Життєпис
Розпочав займатися футболом у калінінградській ДЮСШ «Балтика», перші тренери — Петро Захаров та Юрій Ревебцов. Після закінчення школи з 1971 по 1973 служив в армії, грав за збірну Тихоокеанського флоту. Після демобілізації пограв у калінінградському «Кварці», а в 1974 році потрапив в «Балтику», зіграв 17 матчів і відзначився 4 голами. У 1975 році перейшов до куйбишевських «Крил Рад», які грали в Першій лізі. Разом з клубом вийшов до Вищої ліги, в якому за наступні три сезони провів 23 матчі і двічі забив. Надалі грав у Першій і Другій лігах за іжевський «Зеніт», воронезький «Факел», харківський «Металіст» та клуб «Атлантика» з Севастополя. Футбольну кар'єру завершував у 1981 році виступами за нікопольський «Колос». Після закінчення кар'єри гравця працював у калінінградському торговому порту. Син — футболіст Юрій Шеленков.